# Cerro Caña
Cerro Caña è un comune (corregimiento) della Repubblica di Panama situato nel distretto di Müna, comarca di Ngäbe-Buglé. Si estende su una superficie di 30,4 km² e conta una popolazione di 2.146 abitanti (censimento 2010).